# الكلية العلمية الإسلامية
الكلية العلمية الإسلامية هي كلية تعليمية أردنية يقع مقرها في عمان على موقعين جبل عمان والجبيهة، وهي مؤسسة غير ربحية وغير حكومية تديرها جمعية الثقافة الإسلامية. تضم الكلية المراحل الدراسية من الروضة حتى الصفوف الثانوية، وتدرس إضافة للبرنامج الوطني البرنامجين البريطاني (GCE\IGCSE) والبرنامج الأمريكي (SAT)،  بالإضافة إلى برنامج البكالوريا الدولية (IB). يبلغ عدد طلبتها حاليا 5000 طالب وطالبة تقريباً وأكثر من 900 عضو في الهيئة التدريسية. خرجت المدرسة العديد من الشخصيات القيادية في الأردن مثل الملك الحسين والملك عبد الله الثاني ابن الحسين، والأمير فيصل بن الحسين ورئيس الوزراء الأسبق عون الخصاونة وآخرون.

## التأسيس
تم تأسيس الكلية العلمية الإسلامية عام 1947. بعد أن تداعى عام 1944 عدد من الرواد الأوائل في الأردن إلى تأسيس جمعية الثقافة الأردنية بهدف إنشاء وتأسيس مدارس، فأمّنوا قطعة الأرض اللازمة. افتتح الملك عبد الله الأول المدرسة عام 1947. 
بدأت المدرسة بـ 155 طالباً وكان عدد خريجي أول فوج 12 طالباً. من أوائل خريجها إسماعيل البلبيسي وعبد الله أبو قورة وصبري الطباع ومحمد ماضي وإبراهيم منكو وراشد دروزة وعمر البعلبكي ومحمد الشريقي وشفيق الحايك.
لدى مدارس الكلية العلمية الإسلامية في عمان موقعان الأول في جبل عمان والآخر في الجبيهة

## الفروع

### جبل عمان
مدارس الكلية العلمية الإسلامية تضم مدرسة الروضة والأولية المختلطة ومدرسة البنين والبنات من الروضة وحتى التوجيهي بفرعيه العلمي والأدبي بالاضافة الى البرنامج الأمريكي يضم الصفوف من الأول وحتى الثاني عشر

### الجبيهة
ويضم مدارس للبنين والبنات والأولية المختلطة والروضة والبرنامج البريطاني GCE/IGCSE وبرنامج البكالوريا الدولية IBDP والبرنامج الأمريكي من الروضة وحتى التوجيهي بفروعه العلمي والأدبي والصناعي

## الساعة المركزية
تم بناء برج الساعة المركزية في مدارس الكلية العلمية الإسلامية ووضع الساعة في ساحة مدارس الكلية العلمية الإسلامية بتاريخ 1952 على نفقة محمد مروان ماضي. وهذه الساعة إنجليزية الصنع قام بصناعتها أبناء (Dairby) وهي مصنوعة صناعة يدوية. ولهذه الساعة أربعة أوجه ذات إطلالة رائعة وتعمل منذ عام 1952 بدقة متناهية ويوجد في الساعة جرس يدق كل ساعة ونصف الساعة حسب التوقيت، حيث كان أهالي جبل عمان يضبطون ساعاتهم وفقاً لدقات الساعة.
والساعة مصنوعة من سبائك النحاس والبرونز والفولاذ وسبيكة قاسية جدا هي (الأل مونيك). ويوجد في الساعة نظام شبابيك يميل عند الأفق بزاوية مقدارها 45 درجة يسمح بمرور الصوت إلى المحيط. وتعمل الساعة على نظام رفع أثقال في مجال الجاذبية الأرضية ومن ثم يتم التحكم بنزول الأثقال عن طريق مسننات وروافع وبندول كبير. والساعة تُعبأ وتعمل بعد التعبئة ثماني أيام ليُعاد تعبئتها مرة أخرى وهكذا.

## المرافق
في كل مدرسة من مدارس الكلية العلمية الإسلامية الإحدى عشر مرافقها وملاعبها ومختبراتها العلمية والحاسوبية وقاعاتها وتجهيزاتها الصفية والألواح التفاعلية الخاصة بها. وتحتوي أيضاً تشمل مسرح مدرسي وصالة رياضية ومكتبات ومشاغل مهنية. يخدم المسرح المجتمع المحلي وذلك بإقامة العديد من النشاطات واللقاءات الخاصة بمؤسسات المجنمع الرسمية وغير الرسمية.
أقيم بجوار المدرسة مسجد الكلية العلمية الإسلامية عام 1950، بتبرع من عمر البعلبكي، وأكملت المرحلة الثانية من المسجد عام 1954 بتبرع من حمزة ملص وأبناءه.